# Jonathan Victor Barros
Jonathan Victor Barros (* 30. Januar 1984 in Guaymallén, Mendoza, Argentinien) ist ein argentinischer Boxer im Federgewicht.

## Profi
Er blieb in seinen ersten 29 Fights ungeschlagen und boxte in seinem 30. Kampf am 27. März 2010 gegen den bis dahin noch ungeschlagenen Kubaner Yuriorkis Gamboa um den Weltmeistergürtel des Verbandes WBA und scheiterte. Im Dezember desselben Jahres kämpfte er gegen Irving Berry um den vakanten regulären WBA-Weltmeistertitel. Er schlug Berry durch technischen K. o. in Runde 7 und wurde somit regulärer WBA-Weltmeister.
Noch im selben Jahre verteidigte er diesen Gürtel gegen Miguel Roman und Celestino Caballero jeweils nach Punkten und verlor ihn im Rematch an Caballero ebenfalls nach Punkten.